# Тафсир аль-Джалалайн
Тафси́р аль-Джала́лайн (араб. تفسير الجلالين‎) — толкование Корана (тафсир), за авторством «двух Джалалов» (Джалалайн): Джалалуддина аль-Махалли и Джалалуддина ас-Суюти. Тафсир аль-Джалалайн–настольная книга шафиитов, является одним из самых известных и авторитетных комментариев к Корану. 
Аль-Махалли начал свой тафсир с суры аль-Кахф (то есть, с середины Корана) и дописал до последней суры ан-Нас, затем прокомментировал первую суру аль-Фатиха. В 1459 году Аль-Махалли скончался, не успев закончить свой труд. Работу над оставшейся часть тафсира (от суры аль-Бакара до суры аль-Исра) продолжил Джалалуддин ас-Суюти. Ас-Суюти начал писа́ть в первую среду месяца рамадан 870 года по хиджре (1465 год) и закончил 11 шавваля того же года.
Тафсир аль-Джалалайн выполнен в духе ашаритского калама и имеет очень большую популярностью и известность среди мусульман-суннитов.

## Список изданий
- В Булакской типографии (Каир) в 1863 и 1880 годах.
- В типографиях аль-Бахии и аль-Маймании (Египет) в 1884 и 1894 годах соответственно.
- В издательстве «Дар ихъя аль-кутуб аль-Арабийя» (Каир) в 1923 году (с дополнительными материалами).
- В типографии Мустафы аль-Баби аль-Халяби (Каир) в 1926 и 1965 году.
- В типографии «аль-Машхад аль-Хусейни» (Каир) в 1971 году.
- В издательстве «Дар аль-ма’ариф» (Каир), дата неизвестна. Текст сверен Ахмадом Шакиром и Али Шакиром.
- В издательстве «ан-Нахда аль-хадиса» (Мекка) в 1985 году, с комментариями Мухаммада Мустафы аш-Шинкити и поправками Таха Абду-р-Рауфа Саада.
- Издана Общим научным управлением факультетов и институтов в Эр-Рияде с комментариями Абдурраззака Афифи.